# Solent (canale)

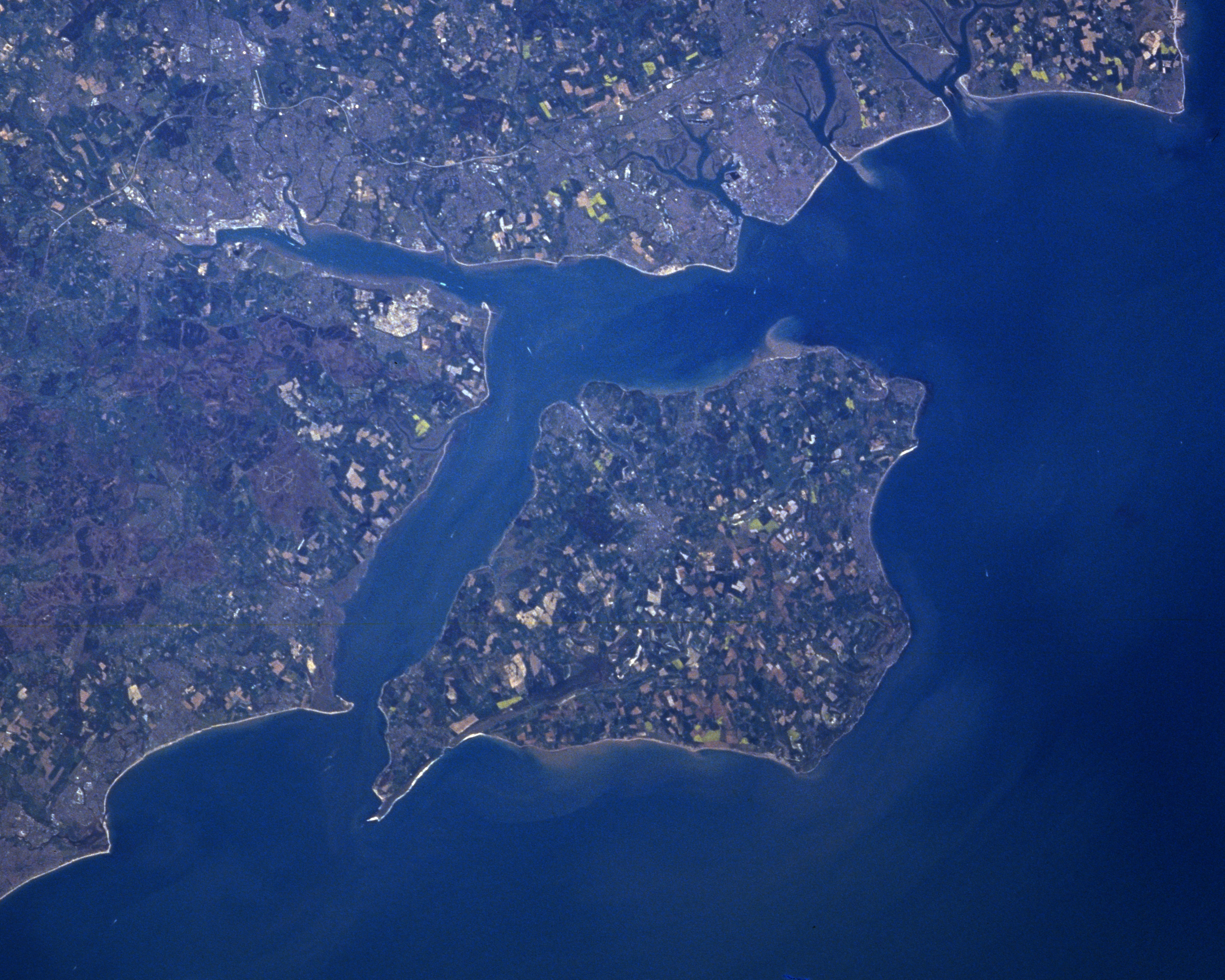
Immagine satellitare del Solent, che separa l'Isola di Wight dalla terraferma della Gran Bretagna

Il Solent è un braccio di mare che separa l'Isola di Wight dalla terraferma della Gran Bretagna; è lungo circa 32 km e ha una larghezza variabile fra i 4 e gli 8 km. Nel punto più stretto, fra Colwell Bay e Hurst Castle sulla costa meridionale britannica, esso misura 1,6 km.

## Geografia
Il Solent è un punto di passaggio di grande importanza per la navigazione sia commerciale che di trasporto passeggeri e turistica. Sono molto praticati gli sport d'acqua, come la vela,, con l'evento annuale della Settimana di Cowes. È protetto dall'Isola di Wight ed ha un'onda di marea molto complessa, che ha favorito il successo portuale di Southampton. Sulle sue rive si trova Portsmouth e l'area di Spithead, al largo di Gilkicker Point vicino a Gosport, è nota come luogo dove avviene la rivista della Royal Navy.
L'area ha grande importanza ecologica e paesaggistica, per gli habitat costieri e d'estuario lungo le sue rive. Gran parte della linea di costa è stata dichiarata Area speciale di conservazione. Il Solent confina e forma parte delle caratteristiche tipiche di alcuni paesaggi come il Parco Nazionale della New Forest e l'Area di Bellezza naturalistica dell'Isola di Wight.

## Storia

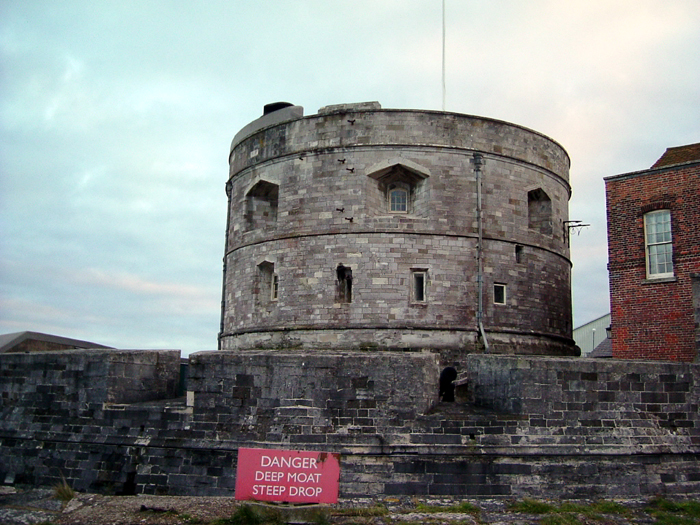
Il Calshot Castle protegge l'imbocco della Southampton Water.

Il Solent era in origine una valle fluviale, che si è poi allargata e abbassata per molte migliaia di anni. Il fiume Frome era all'origine del fiume Solent e di altri due fiumi chiamati Itchen e Test. Sono stati ritrovati nell'area tracce di presenza umana risalenti alle epoche preistorica romana e anglosassone, che dimostrano come gradualmente gli abitanti della zona si siano ritirati verso aree più elevate con l'innalzarsi del livello del mare. Esistono tuttavia teorie che sostengono che il Solent fosse una laguna..
La Purbeck Ball Clay contiene caolinite e mica, a dimostrazione che nel periodo Luteziano dell'Eocene dell'acqua proveniente da un'area granitica, probabilmente il Dartmoor, affluì nel fiume Solent. Un resoconto della prima epoca Normanna dice che gran parte della terra a sud di Hayling Island era ormai invasa dalle acque marine.

## Geologia

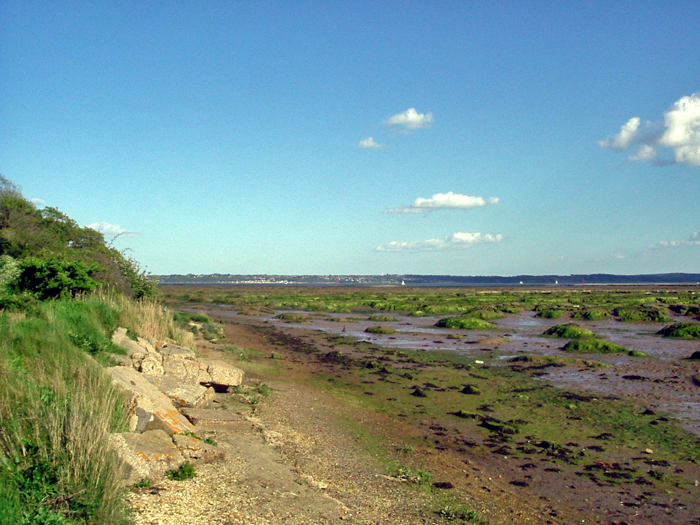
La palude salina presso Lepe Country Park, con l'Isola di Wight a distanza.

Diecimila anni fa una striscia di roccia calcarea relativamente resistente, parte della formazione calcarea dell'Inghilterra meridionale, si estendeva dall'Isola di Purbeck a sud del Dorset fino alla parte est dell'Isola di Wight, parallelamente ai South Downs. Nell'entroterra, dietro al calcare, si trovavano sabbie meno resistenti, argille e ghiaie, tra cui scorrevano molti fiumi, il Dorset Frome a ovest, lo Stour, il Beaulieu, il Test, l'Itchen e l'Hamble, che creava un grande estuario che scorreva da ovest a est nella Manica, all'imbocco orientale dell'odierno Solent. Questa foce scorreva in una valle boscosa ed è oggi noto come fiume Solent.
Allo sciogliersi dei ghiacciai che coprivano la Gran Bretagna settentrionale con l'ultima era glaciale, il Solent venne a crearsi con due eventi: per prima cosa una grande quantità d'acqua alluvionale riempì l'estuario e i suoi affluenti rendendoli più profondi, poi l'aggiustamento post-glaciale, conseguenza della perdita del peso dei ghiacci, causò lo scorrimento dell'isola della Gran Bretagna su un asse est-ovest